# Probe
In biologia molecolare, il probe (in italiano sonda) è un frammento di DNA di lunghezza variabile (di norma 100-1000 basi), che viene usato per rilevare in un DNA o RNA la presenza di determinate sequenze nucleotidiche (il DNA target) che sono complementari alla sequenza del probe. Il probe può essere ibridizzato con un singolo filamento di acido nucleico (DNA o RNA) per mezzo delle basi complementari del probe e del DNA target.
L'ibridazione del probe avviene tramite marcatura radioattiva (comunemente con il 32P) o con marcatori immunologici, come la digossigenina. Il probe marcato viene poi denaturato (tramite calore o in condizioni alcaline) in un DNA singolo filamento ed ibridizzato al target DNA (Southern blotting) o RNA (northern blotting) immobilizzato su una membrana o in situ.
Sequenze di DNA o trascritti di RNA che hanno similiarità moderata o alta al probe sono individuate tramite la visualizzazione dell'ibridazione del probe con l'autoradiografia od altre tecniche. L'individuazione di sequenze con un alto o basso numero di similarità dipende dalla rigorosa applicazione delle condizioni di ibridazione.